# Esteban Orozco
Esteban Orozco Fernández (Zaragoza, Aragón, 21 de octubre de 2000), conocido como Esteban Obiang, es un futbolista hispano-ecuatoguineano que juega como defensa para el F. C. Argeș Pitești de la Liga II rumana y para la selección de Guinea Ecuatorial.

## Trayectoria
Nacido como Esteban Obiang Obono en Zaragoza (Aragón) de padres ecuatoguineanos, quienes le pusieron en adopción. Fue adoptado por la familia Orozco Fernández, de Utrera (Sevilla), quienes le dieron sus actuales apellidos.
Esteban se formaría en el CD Utrera y en el Real Betis Balompié con el que finalizó su etapa juvenil. En mitad de la temporada 2015-16, fue cedido al CD Utrera de la Tercera División de España, debutando el 7 de febrero de 2016, en un empate 1-1 contra el CD Alcalá. 
En la temporada 2016-17, formó parte de la plantilla del Betis Deportivo Balompié de la Segunda División B de España, con el que debutó el 25 de noviembre de 2017, en una victoria a domicilio por 1-4 contra el FC Cartagena. 
El 25 de enero de 2018, regresó cedido al CD Utrera durante temporada y media.
En la temporada 2019-21, firma por la UD Ibiza de la Segunda División B de España, pero jugaría cedido en el Ibiza Sant Rafel Fútbol Club de la Tercera División de España, durante dos temporadas.
En la temporada 2021-22, firma por el Antequera CF de la Segunda Federación.
En la temporada 2022-23, firma por el AFC Chindia Târgoviște de la Liga II rumana, con el que disputó 29 partidos y anotó un gol.
El 2 de noviembre de 2023, firma por el FC Argeș Pitești de la Liga II rumana.

## Selección nacional
Es internacional por la selección de fútbol de Guinea Ecuatorial, con la que hizo su debut el 9 de octubre de 2017 en un encuentro contra Mauricio, que concluyó en victoria por un tres goles a uno.
El 16 de enero de 2022 ayudó a su selección nacional a derrotar a Argelia durante la Copa Africana de Naciones 2021 al marcar el único gol del partido. En enero de 2024 disputó la Copa Africana de Naciones 2023.

## Clubes
| Club                            | País    | Año       |
| ------------------------------- | ------- | --------- |
| Betis Deportivo Balompié        | España  | 2016-2019 |
| C. D. Utrera (cedido)           | España  | 2016      |
| C. D. Utrera (cedido)           | España  | 2018-2019 |
| U. D. Ibiza                     | España  | 2019-2021 |
| Ibiza Sant Rafel F. C. (cedido) | España  | 2019-2021 |
| Antequera C. F.                 | España  | 2021-2022 |
| A. F. C. Chindia Târgoviște     | Rumania | 2022-2023 |
| F. C. Argeș Pitești             | Rumania | 2023-     |